# Giovanni Canestri
Giovanni Canestri (Castelspina, 30 september 1918 - Rome, 29 april 2015) was een Italiaans geestelijke en kardinaal van de Rooms-Katholieke Kerk, aartsbisschop emeritus van Genua.

## Levensloop

### Opleiding
Op 11-jarige leeftijd trad Canestri toe tot het bisschoppelijk seminarie van Alessandria. In 1937 vertrok hij naar Rome, waar hij zijn studies voortzette aan het pauselijk grootseminarie en aan de pauselijke Lateraanse Universiteit. In 1950, promoveerde hij in de beide rechten aan de Lateraanse Universiteit.

### Priesterschap
Canestri werd op 12 april 1941 tot priester gewijd in de basiliek van Sint-Jan van Lateranen by Luigi Traglia, later kardinaal. Tot 1959 werkte hij achtereenvolgens als kapelaan en pastoor van de Santa Maria Consolatrice al Tiburtino in Rome. In 1959 werd hij rector van het Pauselijk Romeins Seminarie.

### Bisschop
Op 8 juli 1961 benoemde paus Johannes XXIII hem tot hulpbisschop van de kardinaal-vicaris van Rome en tot titulair bisschop van Tenedo; zijn bisschopswijding vond plaats op 30 juli 1961 door kardinaal Luigi Traglia.
Hij nam deel aan het Tweede Vaticaans Concilie.
Op 7 januari 1971 werd Canestri benoemd tot bisschop van Tortona.

### Aartsbisschop en kardinaal
Op 8 februari 1975 volgde zijn benoeming tot Vice-gerens (Nederlands: vice-regent") van het bisdom Rome; hij werd tevens benoemd tot titulair aartsbisschop van Monterano.

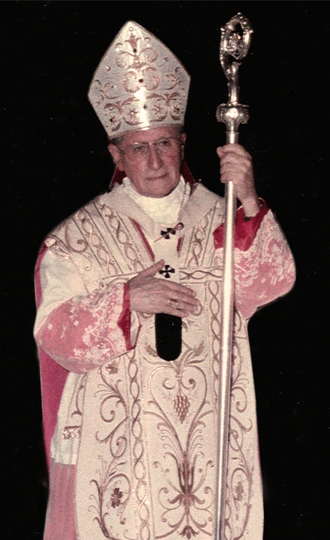
Kardinaal Giovanni Canestri in 1992

Op 22 maart 1984 werd hij benoemd tot aartsbisschop metropoliet van Cagliari.
Op 6 juli 1987, was hij benoemd aartsbisschop metropoliet van Genua-Bobbio, nadat kardinaal Giuseppe Siri met emeritaat ging. Na de splitsing van de twee bisdommen in 1989, werd hij aartsbisschop metropoliet van Genua Zijn secretaris was Guido Marini, die later Pauselijk Cerimoniemeester en Bisschop van Tortona zou worden.

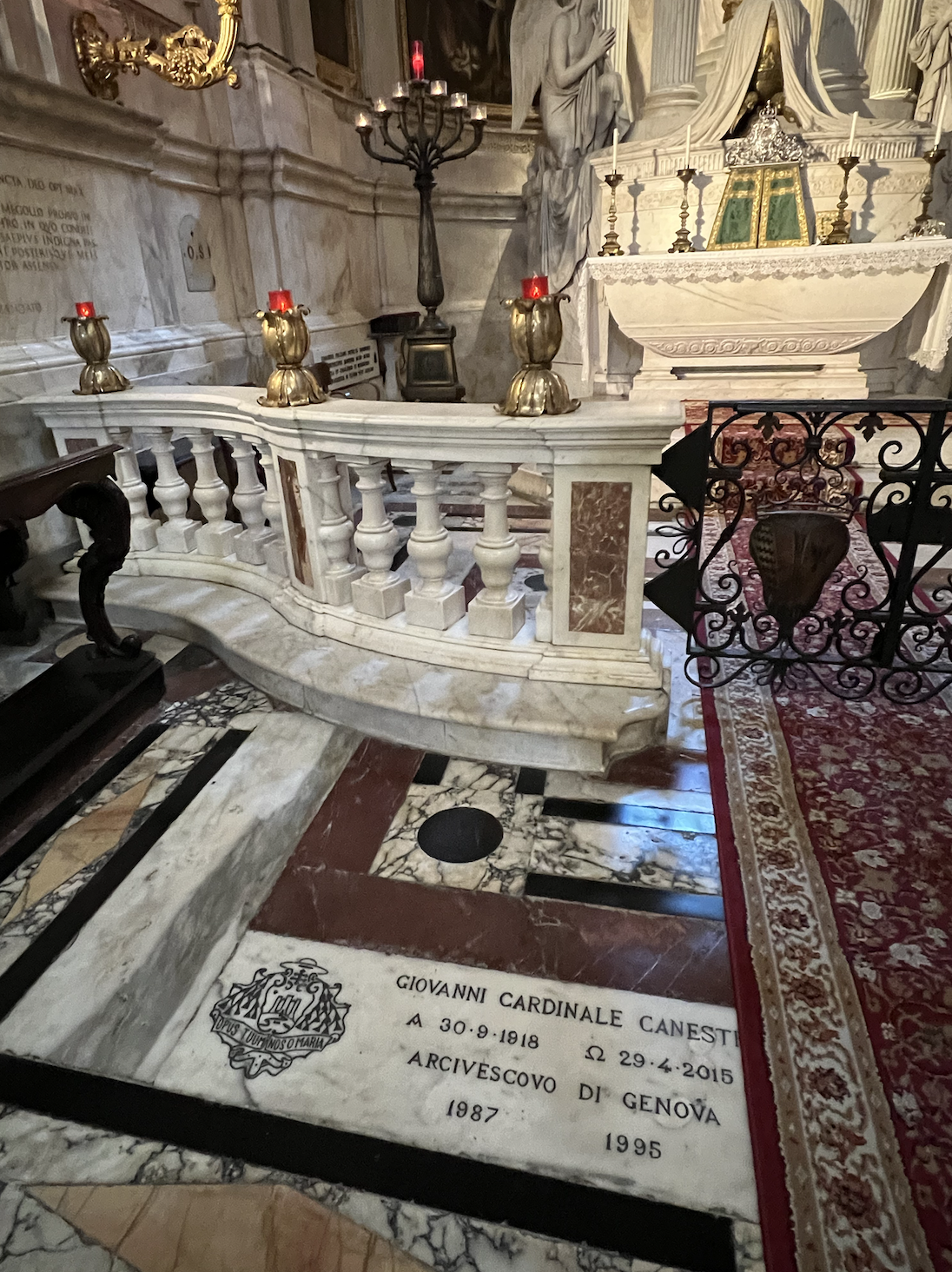
Grafsteen van kardinaal Giovanni Canestri in de Katedraal van Genua

Canestri werd tijdens het consistorie van 28 juni 1988 kardinaal gecreëerd, Hij kreeg de rang van kardinaal-priester, met titelkerk Sant'Andrea della Valle. Op 30 september 1998 verloor Canestri - in verband met het bereiken van de 80-jarige leeftijd - het recht om deel te nemen aan een toekomstig conclaaf. Canestri ging op 20 april 1995 met emeritaat. Hij stierf op 20 April 2015 in Rome op 96-jarige leeftijd. Hij werd op zijn eigen verzoek in de kathedraal van Genua begraven.

#### Voetnoten
1. 1 2 3 4 5 6 7 8 9  CANESTRI Card. Giovanni. press.vatican.va. Geraadpleegd op 6 november 2023.
2. 1 2 3 4  The Cardinals of the Holy Roman Church - June 28, 1988. cardinals.fiu.edu. Geraadpleegd op 6 november 2023.
3. 1 2 3  (it) Giovanni Canestri. Chiesacattolica.it. Geraadpleegd op 6 november 2023.
4. 1 2 3 4 5 6  Giovanni Cardinal Canestri [Catholic-Hierarchy]. www.catholic-hierarchy.org. Geraadpleegd op 6 november 2023.
5. ↑  (it) Pumpo, Roberta, Il cardinale Canestri, «prete romano». RomaSette (15 mei 2019). Geraadpleegd op 6 november 2023.
6. ↑  Rinunce e nomine. press.vatican.va. Geraadpleegd op 6 november 2023.
7. ↑  Concistoro per la creazione di 24 nuovi cardinali nel Palazzo Apostolico Vaticano (28 giugno 1988) | Giovanni Paolo II. www.vatican.va. Geraadpleegd op 6 november 2023.
8. ↑  The Cardinals of the Holy Roman Church - Titles. cardinals.fiu.edu. Geraadpleegd op 6 november 2023.
9. ↑  Gearchiveerde kopie. Gearchiveerd op 15 december 2018. Geraadpleegd op 6 november 2023.
10. ↑  (it) Roma. Le esequie del cardinale Canestri, una vita spesa al servizio della Chiesa. www.avvenire.it (2 mei 2015). Geraadpleegd op 6 november 2023.
11. ↑  (it) Il cardinale Canestri è tornato alla "sua" San Lorenzo. la Repubblica (2 mei 2015). Geraadpleegd op 6 november 2023.